# Robert Gilpin
Robert Gilpin (Burlington, 2 luglio 1930 – Waterbury, 20 giugno 2018) è stato un politologo statunitense.
È stato Professore Emerito di International Affairs presso l'Università di Princeton.
A lui si deve uno dei più importanti saggi sul mutamento della politica internazionale: Guerra e mutamento nella politica internazionale.
La tesi della sua trattazione afferma che tra gli attori della politica internazionale si creano relazioni reciproche e strutture che riflettono interessi politici ed economici sulla base del potere relativo; di conseguenza mutamenti del sistema avvengono per soddisfare altri interessi, fondati su di una ridistribuzione del potere relativo.

## La teoria della stabilità egemonica
Gilpin vede la storia delle relazioni internazionali come un susseguirsi di potenze che di volta in volta hanno imposto la propria egemonia al sistema internazionale, garantendone per un periodo di tempo una certa stabilità. Gli assunti base della sua teoria sono:
- Un sistema è stabile se nessuno ritiene vantaggioso un mutamento.
- Se i benefici attesi sono maggiori dei costi attesi avverrà un tentativo di mutamento.
- Nel momento in cui il costo marginale di un'ulteriore espansione eguaglia il beneficio marginale si blocca l'espansione.
- I costi del mantenimento dello status quo crescono più velocemente della capacità economica di sostenere lo stesso.
- Da uno squilibrio nasce un nuovo equilibrio che riflette la redistribuzione del potere.

La guerra per l'egemonia è il banco di prova definitivo per risolvere lo squilibrio tra struttura e distribuzione del potere.
Per un riassunto della teoria di Gilpin, guardare qui: 